# Iglesia de San Vicente Mártir (Antoñana)
La iglesia de San Vicente Mártir es un edificio situado en el concejo español de Antoñana, en la provincia de Álava.

## Descripción
El edificio se encuentra en el concejo español de Antoñana, del municipio de Campezo, perteneciente a la provincia de Álava, en la comunidad autónoma del País Vasco. Se menciona como iglesia parroquial del lugar en el segundo volumen del Diccionario geográfico-estadístico-histórico de España y sus posesiones de Ultramar de Pascual Madoz, donde aparece descrita con las siguientes palabras: «La igl. parr. (San Vicente), es matriz y servida por 3 beneficiados». En el tomo de la Geografía general del País Vasco-Navarro dedicado a Álava y escrito por Vicente Vera y López, se dice lo siguiente: «Su parroquia, de categoría de entrada, está servida por un sacerdote, dedicada á San Vicente y pertenece al arciprestazgo de Maestu».